# Tavira (DOC)
Le tavira est une appellation d'origine (DOC) portugaise  produite dans le terroir viticole de Tavira, qui couvre les concelhos de Faro et Olhão ainsi qu'une partie de ceux de São Brás de Alportel, Tavira et Vila Real de Santo António. 

## Géographie
Ce vignoble est situé dans l'Algarve, au sud du pays. 

## Types de vin
Ses vins peuvent être blancs ou rouges. 

## Encépagement
Les cépages pour le rouge sont : Castelão, Trincadeira (ou Tinta Amarela) et tinta negra mole. Les blans assemblent : Arinto (Pedernã) et Síria (ou Roupeiro).